# Trópico de Cáncer

Trópico de Cáncer (en el mapa se muestra como la línea roja).

El trópico de Cáncer es uno de los paralelos del planeta que están ubicados en el hemisferio norte, a una latitud de 23°26′14″ al norte del ecuador. Se está desplazando hacia el sur a un ritmo de casi medio segundo (0,46”) por año (en el año 1917 estaba en 23°27′).
Esta línea imaginaria une los puntos más septentrionales en los que el sol alcanza el cénit (la vertical del lugar), lo que ocurre entre el 20 y el 22 de junio de cada año, durante el llamado solsticio de verano boreal o de invierno austral. En las tablas astronómicas, la fecha y la hora se señalan en tiempo universal coordinado (UTC).
En el instante en que ocurre el solsticio de junio, los rayos solares caen verticalmente sobre el suelo en la línea imaginaria del trópico del hemisferio norte (Cáncer). En el solsticio de diciembre, lo hacen sobre el trópico del hemisferio sur (Capricornio).[cita requerida]
El trópico de Cáncer señala el límite septentrional de la llamada zona intertropical, comprendida entre los trópicos de Cáncer y Capricornio.

## Origen del nombre
Se le denomina «de Cáncer» porque en la Antigüedad, cuando se producía el solsticio de verano en el hemisferio norte, el Sol estaba en la constelación de Cáncer. En la actualidad, está en la constelación de Tauro, muy cerca del borde de la constelación de Géminis. La palabra griega τρόπος tropos proviene del griego y significa ‘giro’, señalando así que, en los solsticios, el Sol aparentemente se detiene, para días después invertir su camino.
Según la dinámica de la precesión de los solsticios (y de los equinoccios), hace un poco más de 20 siglos el punto solsticial estaba al final de la constelación de Cáncer. La siguiente constelación a la de Cáncer en sentido precesional es la de Géminis, que abarca 28° de la eclíptica, y el punto solsticial avanza 1° cada 71,6 años. Así, durante los últimos 20 siglos el punto solsticial ha atravesado Géminis y actualmente ha entrado ya en Tauro, en su primer grado.
En el trópico a mediodía se reciben los rayos procedentes del Sol situado en Tauro y por ello este sería el nombre astronómico del trópico, un nombre que aporta información astronómica y de la dinámica de la precesión del punto solsticial estival de la Tierra. Asimismo, se le podría llamar «solsticio de Tauro». Ocurre lo mismo con el otro solsticio y el trópico de Capricornio.

## Geografía
Al norte del trópico se encuentra la Zona Templada del Norte, de clima templado. La línea de latitud equivalente al Trópico de Cáncer al sur del Ecuador se denomina Trópico de Capricornio, y la región entre ambos trópicos, centrada en el Ecuador, son los trópicos.
En el año 2000, más de la mitad de la población mundial vivía al norte del Trópico de Cáncer.
En el Trópico de Cáncer hay aproximadamente 13 horas y 35 minutos de luz diurna durante el solsticio de verano. Durante el solsticio de invierno, hay 10 horas y 41 minutos de luz diurna.

## Países que atraviesa
El trópico de Cáncer pasa a través de los siguientes países, en orden alfabético:
- Arabia Saudita
- Argelia
- Bahamas
- Bangladés
- Birmania
- Chad
- China
- Egipto
- Emiratos Árabes Unidos
- India
- Libia
- Mali
- Mauritania
- México
- Níger
- Omán
- Sahara Occidental
- Taiwán

## Longitud del trópico
Para calcular la longitud del trópico:
- El radio del círculo es de

6378 km x cos(23°26′16″)
o sea 5851,77 km
- Luego, {\displaystyle \ell =\pi \cdot 2r}

3,1416 x 2 x 5851,77 km
lo que resulta en 36 767,8413 km
- Por lo tanto, suponiendo que la Tierra fuera una esfera perfecta, la longitud medida en el paralelo de los trópicos sería de 36 768 km.

## Desplazamiento del Trópico de Cáncer

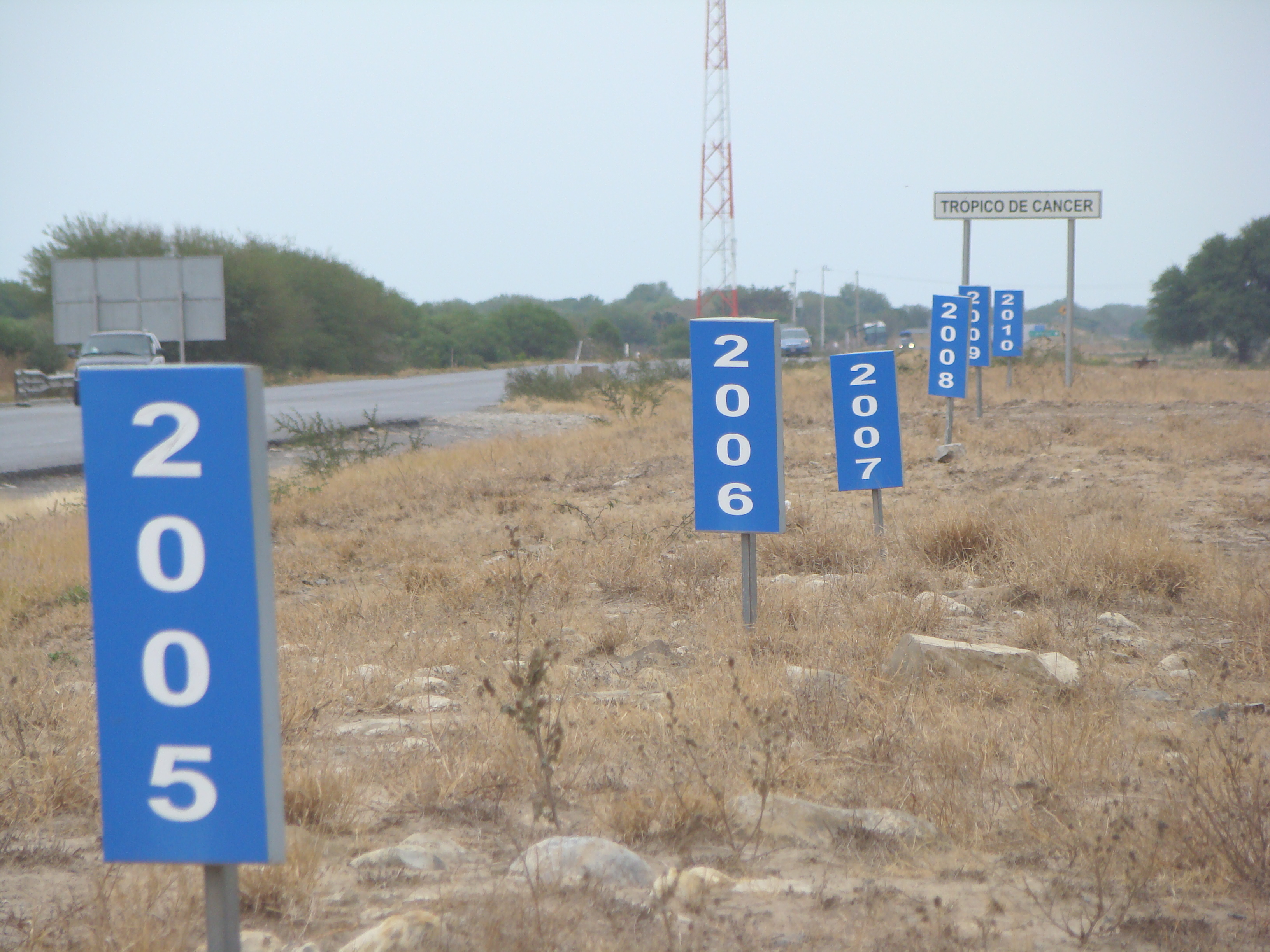
Carretera 83 (Vía Corta) Zaragoza-Victoria, km 27+800, cerca de Tamaulipas. De las intersecciones del Trópico de Cáncer con las carreteras federales mexicanas, esta fue la única en la que estaba señalizada con precisión y pudo apreciarse la deriva de 2005 a 2010. Actualmente ya no existe la señalización.

La posición del Trópico de Cáncer no es fija, sino que cambia constantemente debido a un ligero bamboleo en la alineación longitudinal de la Tierra con respecto a la eclíptica, el plano en el que la Tierra órbita alrededor del Sol. La inclinación axial de la Tierra varía en un período de 41.000 años de 22,1 a 24,5 grados, y en el año 2000 es de unos 23,4 grados, lo que seguirá siendo válido durante aproximadamente un milenio. Este bamboleo significa que el Trópico de Cáncer se desplaza actualmente hacia el sur a un ritmo de casi medio segundo de arco (0,468″) de latitud, o 15 metros (16,4 yd), por año. La posición del círculo estaba exactamente a 23° 27′N en 1917 y estará a 23°26′ N en 2045. La distancia entre el círculo polar antártico y el Trópico de Cáncer es esencialmente constante a medida que se mueven en tándem. Esto se basa en la suposición de un ecuador constante, pero la ubicación precisa del ecuador no es realmente fija. Véase: ecuador, inclinación axial y círculos de latitud para detalles adicionales.

## Circunnavegación
Según las normas de la Fédération Aéronautique Internationale, para que un vuelo compita por un récord de velocidad de vuelta al mundo, debe cubrir una distancia no inferior a la longitud del Trópico de Cáncer, cruzar todos los meridianos y terminar en el mismo aeródromo en el que comenzó.
La longitud del Trópico de Cáncer es de 36.788 km (22.859 mi):
{\displaystyle l=2\pi \cos(\varphi )6378137(1-0.00669438(\sin(\varphi ))^{2})^{-0.5}}
donde φ es la latitud del Trópico de Cáncer.
En el caso de una circunnavegación ordinaria, las reglas se relajan un poco y la distancia se fija en un valor redondeado de al menos 36.770 kilómetros (22.850 millas).

## Clima
El clima en el Trópico de Cáncer es generalmente cálido y seco, excepto en las regiones montañosas más frías de China, los ambientes marinos como Hawái y las zonas costeras del este, donde orográficas pueden ser muy abundantes, alcanzando en algunos lugares los 4 metros (160 plg) anuales. La mayoría de las regiones del Trópico de Cáncer experimentan dos estaciones bien diferenciadas: un verano extremadamente caluroso, con temperaturas que a menudo alcanzan los 45 grados Celsius (113 °F), y un invierno cálido, con máximas en torno a los 22 grados Celsius (71,6 °F). Gran parte de las tierras situadas en el Trópico de Cáncer o cerca de él forman parte del desierto del Sáhara, mientras que al este, el clima es tórrido monzónicoal, con una breve estación húmeda de junio a septiembre, y muy pocas precipitaciones el resto del año.
La montaña más alta del Trópico de Cáncer o adyacente a él es Yu Shan, en Taiwán. Tuvo glaciares que descendían hasta 2800 metros (9190 pies) durante el Último Máximo Glacial. En la actualidad todavía existen glaciares alrededor<ref>del Trópico. Los más cercanos que sobreviven actualmente son el Minyong y el Baishui en el Himalaya al norte y en el Iztaccíhuatl en México al sur.

## Imágenes

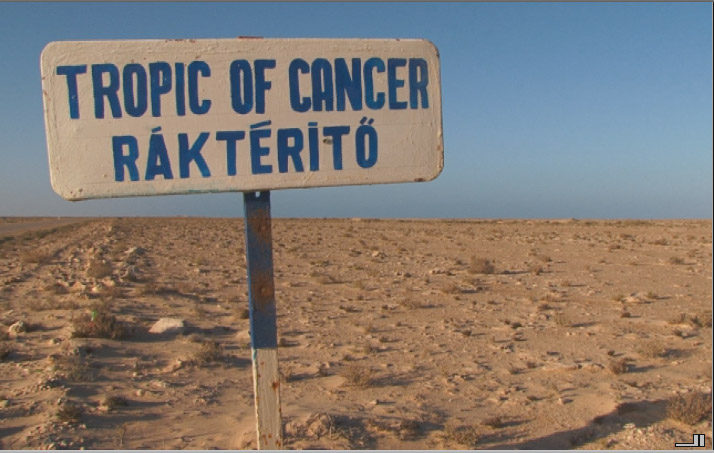
Señal de tráfico al sur de Villa Cisneros, Sáhara Occidental, que marca el Trópico de Cáncer. La señal fue colocada por los participantes en el rally Budapest-Bamako, por lo que la inscripción está en inglés y húngaro.
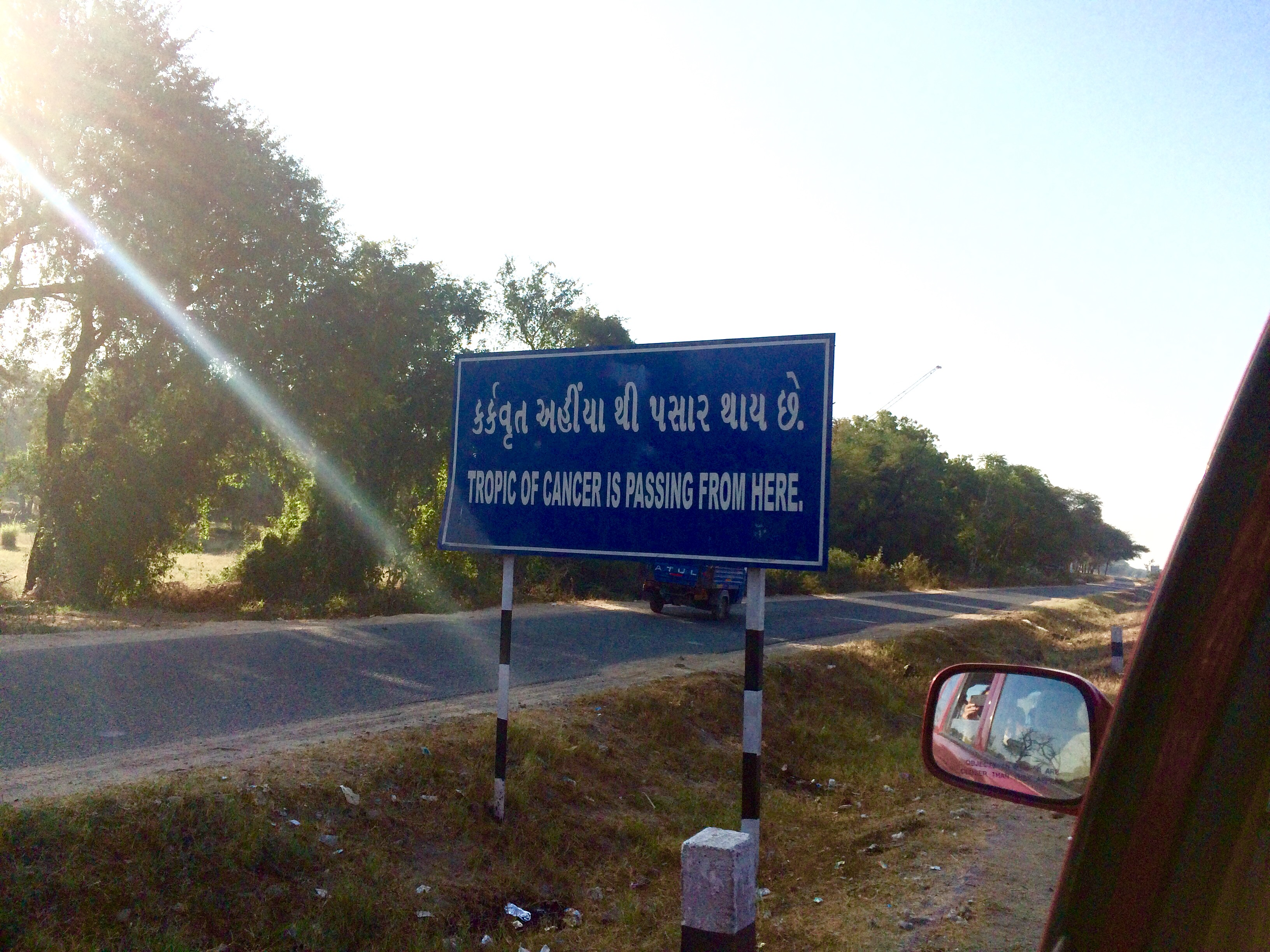
Señal de tráfico cerca de la ciudad de Mehsana en el estado de Gujarat, India
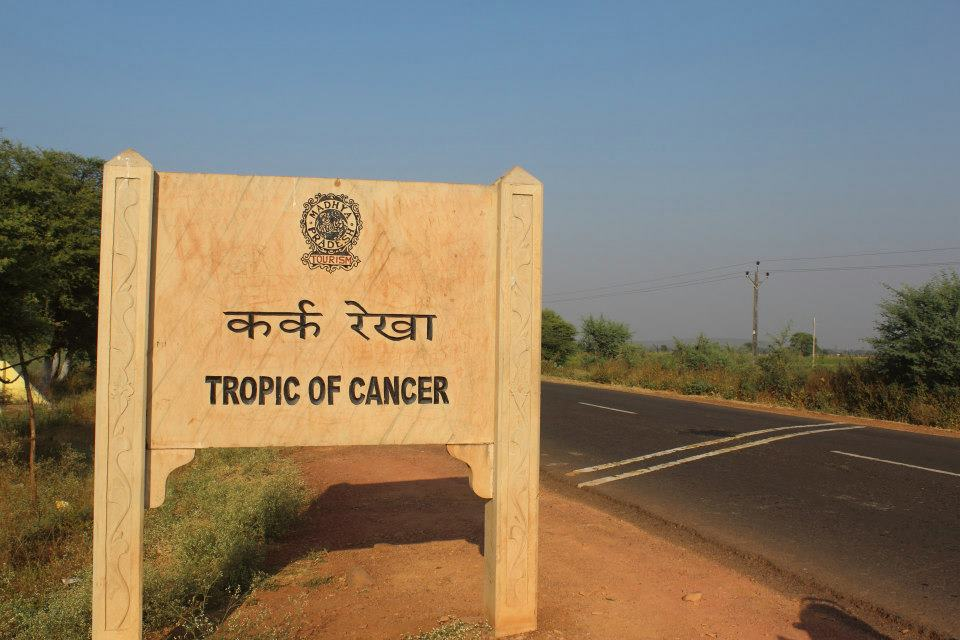
Señal del Trópico de Cáncer en Madhya Pradesh, India
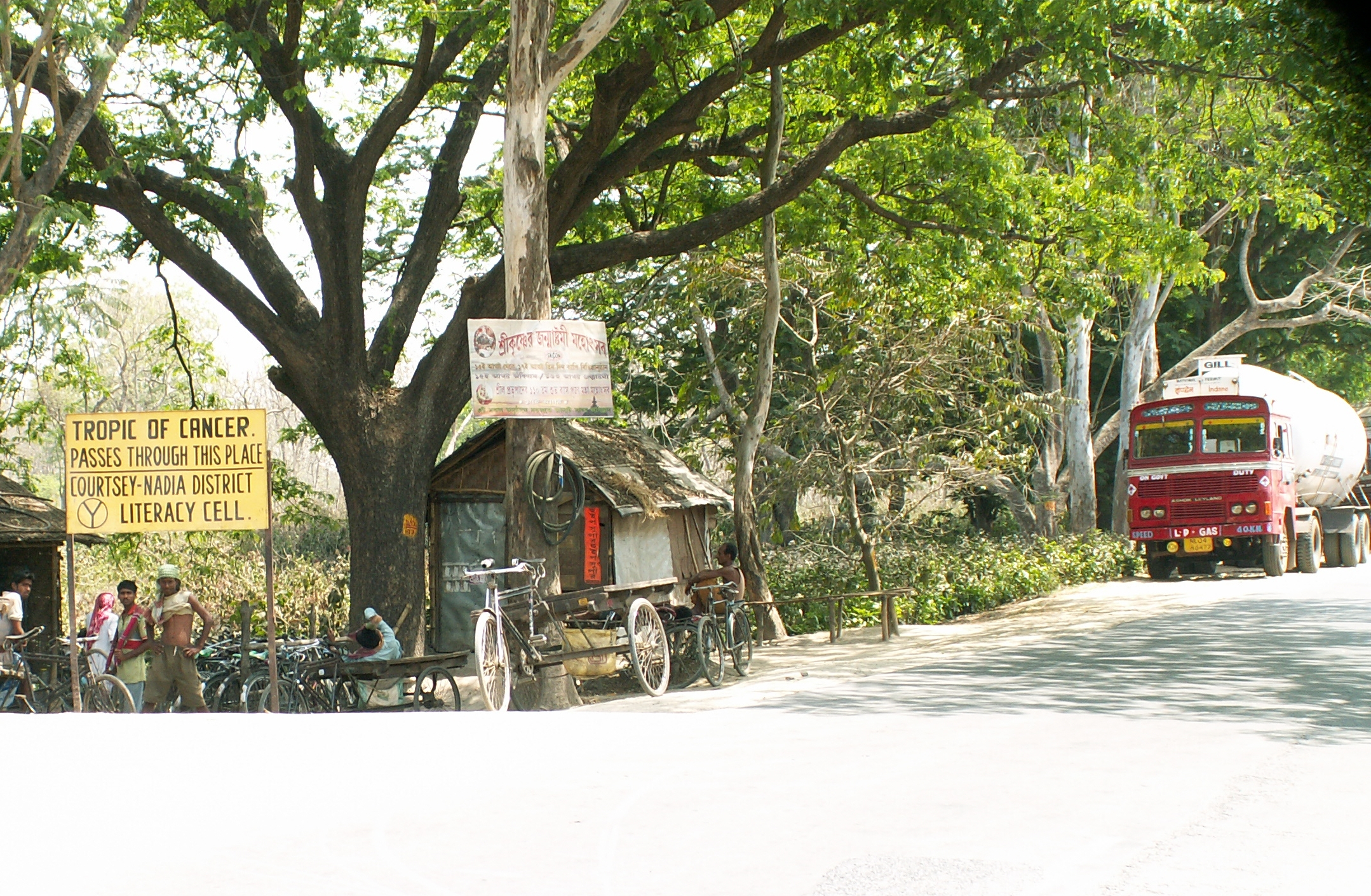
Señal del Trópico de Cáncer en la carretera nacional 34 en el distrito de Nadia, Bengala Occidental, India.
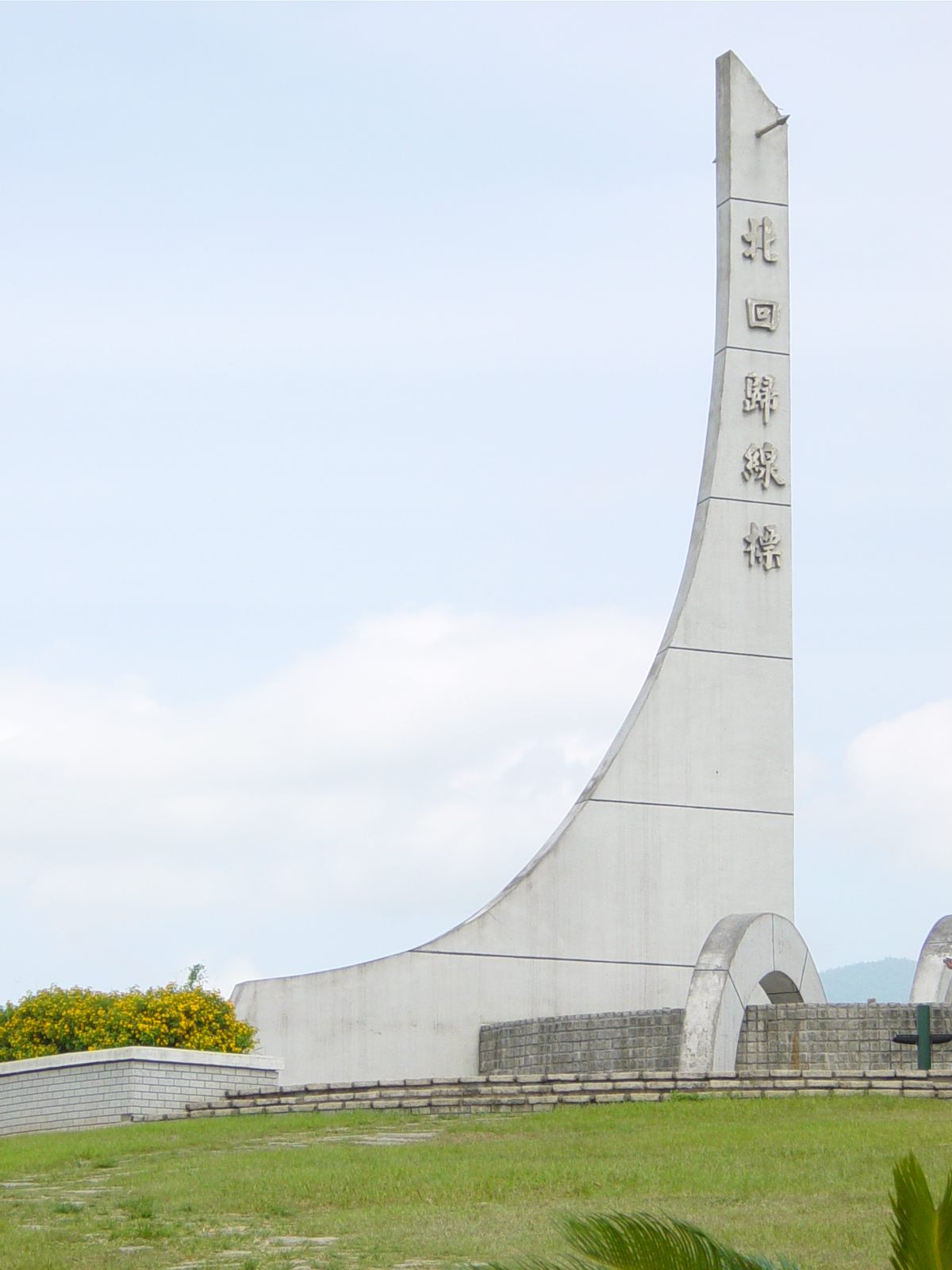
Hito del Trópico de Cáncer de Ruisui en el municipio de Ruisui, condado de Hualien, Taiwán
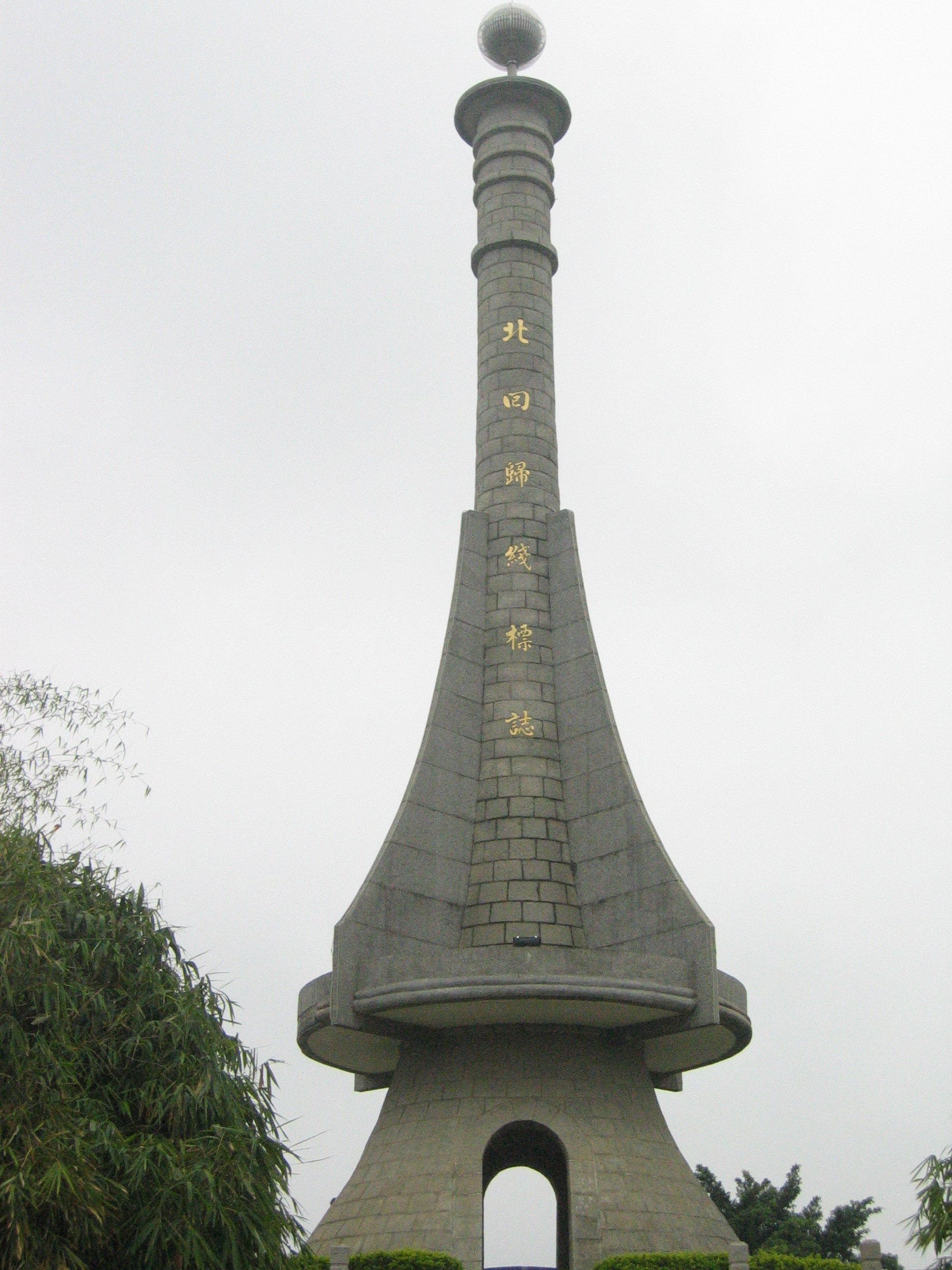
Torre del Trópico de Cáncer en Guangzhou, provincia de Guangdong, China

- Datos: Q176635
- Multimedia: Tropic of Cancer / Q176635